# Campodorus kukakensis
Campodorus kukakensis là một loài tò vò trong họ Ichneumonidae.